# María Hanneman Vera
María Hanneman Vera, (Ciudad de México, 27 de marzo de 2006) es una pianista mexicana. Ingresó a los 9 años en el Conservatorio Nacional de Música del INBA y es ganadora de competencias nacionales e internacionales. 

## Biografía
A la edad de tres años mostró interés en los instrumentos, inició sus estudios musicales a los cuatro años, a los 9 años de edad participó en la Academia y Festival Internacional de Música en Tequila, Jalisco. 
En 2017 fue seleccionada a nivel nacional para formar parte de la Cátedra Ricardo Castro en el Conservatorio Nacional de Música del INBA, integrada por 12 jóvenes pianistas, siendo ella la más joven con nueve años. 
Hanneman Vera participó en la edición 50 y 51 del Festival Internacional Cervantino y en el Musical La Malinche que produjo Nacho Cano. Y en 2023 en el Festival de la Hispanidad en Madrid. 
Ha tocado en múltiples recitales y conciertos en festivales, entre los escenarios que destacan Palacio de Bellas Artes de la Ciudad de México, Carnegie Hall de Nueva York, el Royal Albert Hall de Londres, el Mozarteum de Salzburgo, Austria.
Es embajadora de la Fundación Sempiterno que apoya a comunidades en pobreza extrema en Oaxaca.

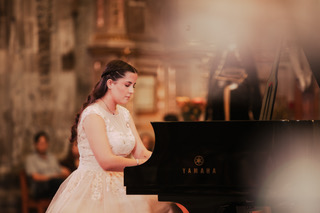
María Hanneman en el Festival Cervantino

En 2020 la Revista Quién la mencionó dentro de los personajes que transforman a México en su edición de noviembre. 
Radica con su familia en España en donde cursa estudios en el Conservatorio del Escorial Padre Antonio Soler de manera simultánea que en el Conservatorio Nacional de Música.

## Premios
- Primer lugar en la IX Bienal Internacional de Piano, Música Clásica Formal, Mexicali, Baja California.
- Primer Lugar en dos ediciones del Concurso Internacional en Laredo (2013 y 2014).
- Primer lugar en dos ocasiones en el Concurso Nacional Parnassos en Monterrey 2014 y 2016.
- Primer lugar en el Concurso y Festival Internacional de Música Rusa, Vancouver,Canadá.
- Primer lugar en el 2020 International Music Competition, Salzburg Gran Prize Virtuoso, Salzburg, Austria.
- Primer lugar en el International Music Competition Best Mozart Performance, Great Composers Competition Londres, Inglaterra.
- Primer lugar en el 2021 International Music Competition, London Gran Prize Virtuoso, Londres, Inglaterra. [16]